# Jaakko Hänninen
Jaakko Hänninen (nascido a 16 de abril de 1997)  é um ciclista profissional finlandês que compete para a equipa francêsa AG2R La Mondiale.

## Palmarés
2017
- 2º no Campeonato da Finlândia em Estrada

2018
- Tour de Gévaudan Occitania[2]
- 3º no Campeonato Mundial em Estrada sub-23